# Castell Stalker

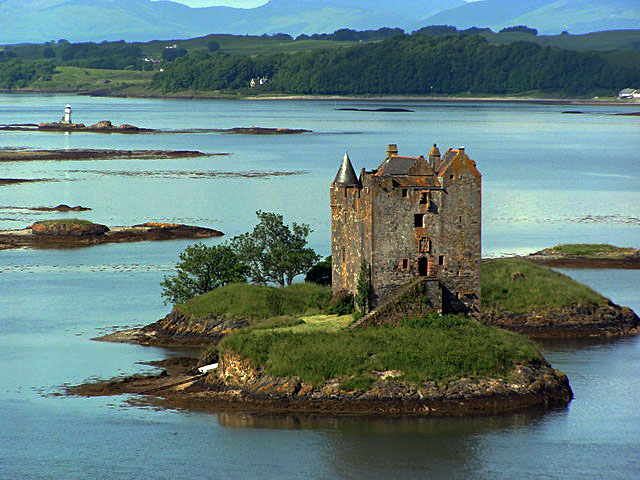
El Castell Stalker amb marea alta

El castell Stalker o Castle Stalker (en gaèlic escocès: Caisteal an Stalcaire) és una casa torre de quatre plantes o donjon pintorescament establerta en una illa accessible amb marea baixa al Loch Laich, una entrada del Loch Linnhe. Es troba a 15 milles (24 km) al nord-est de Port Appin, Argyll and Bute, Escòcia, i és visible des de la carretera A828, a mig camí entre Oban i Glen Coe. L'illot és accessible (amb dificultat) des de la riba amb marea baixa.
El nom Stalker prové del gaèlic escocès Stalcaire, i significa 'caçador' o 'falconer'.

## Configuració
L'aparença pintoresca del castell, amb la seva illa en contrapunt a les muntanyes, conformen un escenari que el va convertir en un tema preferit per a targetes postals i calendaris, i una mica d'imatge icònica del paisatge dels castells escocesos de les Higlands. El Castle Stalker és completament autèntic; és una de les torres medievals més ben conservades que sobreviuen a l'oest d'Escòcia. Forma part del Lynn of Lorn (National Scenic Area escocesa), un dels quaranta llocs protegits d'Escòcia.

## Història
El castell originari era una petita fortalesa, construïda al voltant de l'any 1320 pel clan MacDougall, que era llavors senyor de Lorne. Al voltant de l'any 1388, el clan Stewart es va fer càrrec de la senyoria de Lorn, i es creu que van construir el castell en la seva forma actual al voltant de la dècada de 1440. El rei Jaume IV d'Escòcia va visitar el castell i una aposta entre borratxos cap a l'any 1620 va provocar que el castell passés al clan Campbell. Després de canviar de mans entre aquests clans un parell de vegades, els Campbell finalment van abandonar el castell cap al 1840, quan va perdre la teulada. L'any 1908 el castell va ser comprat per Charles Stewart d'Achara, que hi va realitzar treballs de conservació bàsics. El 1965 el tinent coronel D. R. Stewart Allward va adquirir el castell i durant deu anys el va restaurar completament. El castell Stalker roman en propietat privada i està obert al públic en alguns moments durant l'estiu.
Per al cens de 2011, l'illa on es troba el castell estava classificada pels National Records of Scotland com una illa habitada, però que "no tenia habitants habituals en el moment dels cens de 2001 o 2011."

## En la cultura popular
En els últims temps, el castell va ser utilitzat per l'equip Monty Python, que el fa aparèixer en la seva pel·lícula Monty Python and Holy Grail. Mentre que la majoria de les escenes del castell en la pel·lícula Monty Python and the Holy Grail (1975) van ser filmades al castell de Doune i al seu voltant, el castell de Stalker apareix en l'escena final com The Castle of Aaaaarrrrrrggghhh. Primer el castell es veu des de lluny; a continuació, un guarda francès del castell (John Cleese) provoca al rei Artur (Graham Chapman) en un accent francès des dels seus merlets; finalment, es posa en marxa un atac massiu contra el castell, després d'això els agents de policia que investigaven la mort d'un historiador abans de la pel·lícula arriben i estan en el procés d'arrestar a Arthur i els altres cavallers per haver-lo matat quan un oficial posa la mà a la tapa de la lent de la càmera i acaba la visualització de la pel·lícula.
El castell també fa una aparició breu en la pel·lícula Highlander: Endgame.
Castle Stalker és la inspiració de Castle Keep en el llibre infantil The Boggart.